# EU-VS-privacyschild
Het EU-VS-privacyschild was een overeenkomst over de bescherming van persoonsgegevens van burgers van de Europese Unie die in de Verenigde Staten worden verwerkt. Op 16 juli 2020 heeft het Europees Hof van Justitie deze overeenkomst ongeldig verklaard, na een klacht van privacyactivist Max Schrems.. Deze bood niet de bescherming die de Algemene verordening gegevensbescherming (AVG) vereist.
Op 12 juli 2016 had de Europese Commissie bepaald dat deze overeenkomst aan de databeschermingsrichtlijn voldeed. Het was een antwoord op de Safe Harbor Privacy Principles, welke in 2015 door het Europees Hof van Justitie onvoldoende waren verklaard. Critici, zoals de Europese privacytoezichthouders en Privacy International, vonden al voordat het ongeldig verklaard was, dat ook dit 'papieren schild' de privacy onvoldoende waarborgde.
Amerikaanse bedrijven konden hun certificering indienen bij de United States Department of Commerce. Indien deze opgenomen werd in hun privacyschild-register, mochten Europese organisaties persoonsgegevens uitwisselen. Ook na de uitspraak van het Europees Hof van Justitie in 2020 blijft het privacyschild-programma bestaan, alleen mogen Europese organisaties op basis daarvan geen persoonsgegevens meer uitwisselen.

## Vervangen
Het nieuwe modelcontract houdt rekening met de uitspraak van het Europees Hof van Justitie toen het EU-VS-privacyschild ongeldig was verklaard. 
Het EU-VS Data Privacy Framework wordt de vervanger van het Privacy Shield, maar de Europese privacytoezichthouders blijven bezorgd.